# 国際デザインセンター
国際デザインセンター（こくさいデザインセンター、International Design Center NAGOYA.、IdcN） は、愛知県名古屋市中区栄のナディアパークデザインセンタービル内にあるデザインの創造支援拠点施設及びその施設の管理運営やデザイン関連事業を行う第三セクター企業である。

## 概要
1992年（平成4年）4月1日、愛知県と名古屋市、民間企業の共同出資により設立された。主な業務はポスターやCI、サインの製作やデザインにおける人材の育成、デザインミュージアムおよびデザインギャラリーの管理・運営と展覧会や展示会の開催、ショッピングモール「クレアーレ」の経営、デザインギャラリーの貸出とオフィスの賃貸である。
また、国際グラフィックデザイン団体協議会 (ICOGRADA)、国際インダストリアルデザイン団体協議会 (ICSID)、国際インテリアデザイナー連盟 (IFI) などの団体に加盟している。
なお、国際デザインセンターの施設のうちデザインホールやデザインライブラリーについては公益財団法人名古屋都市産業振興公社の管轄となる。

## 施設概要
ナディアパークデザインセンタービルの地下1階から7階に国際デザインセンターの施設が入る。

### 7F デザインラボ
入居はデザイン関連企業や団体に限られており、入居時に審査が行われる。
- 株式会社バックステージ (1号室)[3]
- 株式会社ラ・カーサ (3号室)[3]
- 株式会社ウェイストボックス（4号室）[3]
- 株式会社アークスジャパン（7号室）[3]
- 有限会社ARS（9号室）[3]
- 株式会社ライカアート（11号室）[3]

### 6F デザインライブラリー
デザインに関する様々な書籍や雑誌などを集めた図書館である。デザインイブラリーのほかセミナールーム、エクセルルーム、プレゼンテーションルーム、デザイン工房を備えている。
また、ナゴヤファッション協会と公益財団法人名古屋都市産業振興公社の産業育成部産業育成課と生活産業課が入居している。
- 開室時間：11:00 - 17:00
- 休室日：土曜日、年末年始

### 4F creators shop Loop・コレクションギャラリー・デザインギャラリー
creators shop Loop クリエイターズショップ・ループ
名古屋地域におけるデザイン・ファッション・工芸など・若手クリエイターをバックアップするショップである。
- 開館時間：11：00 - 20：00
- 休館日：火曜日、年末年始、調整日

コレクションギャラリー
約2,000点のアメリカン・アール・デコの所蔵品のうちの一部を公開展示している。
- 開館時間：11：00 - 20：00
- 休館日：火曜日、年末年始、調整日
- 入館料：無料

デザインギャラリー
国際デザインセンターの自主企画展のほか個展、新作発表会などを行えるギャラリースペースである。
- 開館時間：11：00 - 20：00（入館19：30まで）催事により時間が異なる場合あり
- 休館日：不定火曜日、年末年始
- 入館料：無料

### 3F - 5F デザインホール
床面積553m2、客席数500席の多目的ホール。展示会や見本市のほかファッションショーや講演会などが開催される。

### B1F - 4F クレアーレ
ファッションや雑貨、インテリアなどのブランド・セレクトショップが入居するショッピングエリア。約20店舗が入居している。

## 交通アクセス
- 名古屋市営地下鉄名城線「矢場町駅」より徒歩約5分。
- 名古屋市営地下鉄東山線「栄駅」より徒歩約7分。